# Quidi Vidi
Quidi Vidi est une localité de la banlieue nord de Saint-Jean de Terre-Neuve, située sur les rives du lac Quidi Vidi.

## Historique
Le site accueille un village de pêcheurs au début du XVIIe siècle. Il est considéré comme un des plus anciens ports de pêche d'Amérique du Nord. En 1762 les Français y ont installé un système défensif. En 1967 c'est devenu le premier site historique de la province. Le nom vient du lac et signifie en latin « j'ai vu pourquoi ».

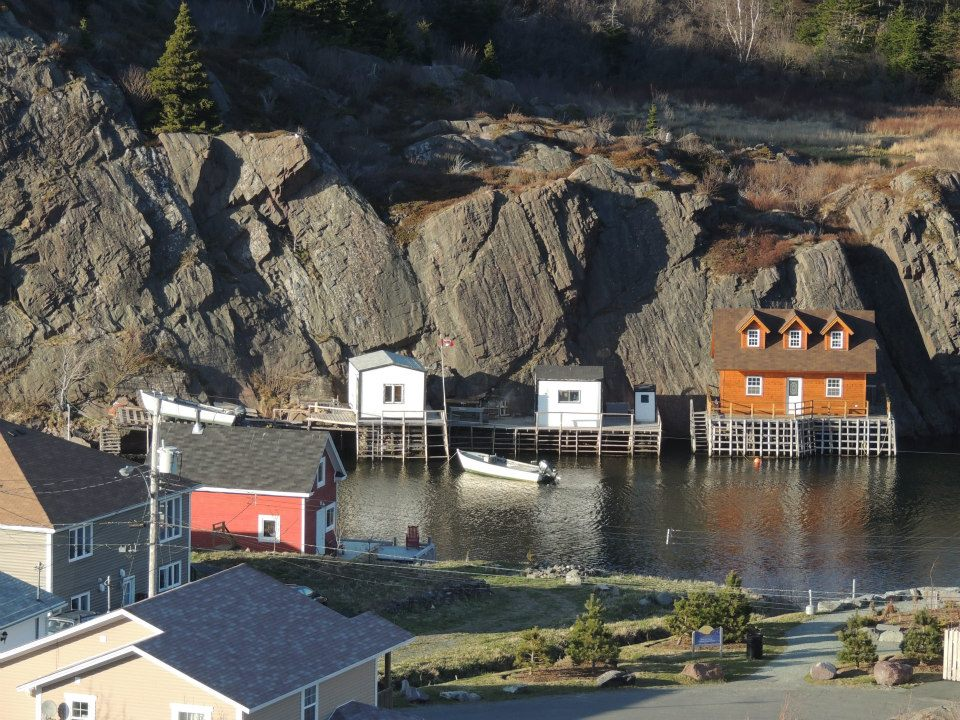
Maisons de pêcheurs à Quidi Vidi.